# تابيو ماكيلا
تابيو ماكيلا (بالفنلندية: Tapio Mäkelä)‏ هو متزحلق فنلندي، ولد في 12 أكتوبر 1926 في Nastola ‏ في فنلندا، وتوفي في 12 مايو 2016 في يامسا في فنلندا.

## وصلات خارجية
- تابيو ماكيلا على موقع الاتحاد الدولي للتزلج (التزلج الريفي) (الإنجليزية)
- تابيو ماكيلا على موقع اللجنة الأولمبية الدولية (الإنجليزية)
- تابيو ماكيلا على موقع أوليمبيديا (الإنجليزية)